# Berivoi
Berivoi – wieś w Rumunii, w okręgu Braszów, w gminie Recea. W 2011 roku liczyła 596 mieszkańców.